# Ceratogaulus
Il ceratogaulo (gen. Ceratogaulus), meglio noto come epigaulo (Epigaulus) è un roditore estinto munito di corna, vissuto fra la fine del Miocene e l'inizio del Pliocene (tra 8 e 4 milioni di anni fa). I suoi resti sono stati rinvenuti in Nordamerica, soprattutto nel Nebraska.
È l'unico genere conosciuto di roditori con le corna e anche il più piccolo mammifero cornuto noto.

## Una "marmotta" con le corna
Questo roditore di medie dimensioni era piuttosto simile a una marmotta, con un corpo robusto, arti possenti e una coda corta. La caratteristica più saliente dell'epigaulo era senza dubbio la presenza di due corna sopra il muso; queste robuste strutture erano appaiate una accanto all'altra, ma la loro funzione non è sicura. Alcuni paleontologi ipotizzano che le corna fossero uno strumento di display intraspecifico, forse legato al predominio del territorio o alla conquista delle femmine. Sembra improbabile, in ogni caso, che le corna fossero usate per scavare tane, nonostante l'epigaulo fosse quasi sicuramente un animale dalle abitudini fossorie: gli arti anteriori dell'animale, infatti, sono incredibilmente robusti e dotati di forti artigli, dalle caratteristiche scavatrici.
Nonostante l'aspetto simile a quello di una marmotta, l'epigaulo era un roditore molto primitivo, appartenente alla famiglia dei milagaulidi (Mylagaulidae), nel gruppo dei protrogomorfi.